# Ołeksandr Gołoszczapow
Ołeksandr Gołoszczapow, ukr. Олександр Голощапов (ur. 25 stycznia 1978 w Charkowie) – ukraiński szachista i trener szachowy (FIDE Trainer od 2012), arcymistrz od 1999 roku.

## Kariera szachowa
W latach 1992–1997 kilkukrotnie reprezentował Ukrainę na mistrzostwach świata i Europy juniorów. Międzynarodowe sukcesy zaczął odnosić w połowie lat 90. XX wieku. W 1995 r. podzielił I m. (wspólnie z Janem Votavą i Siergiejen Mowsesjanem) w otwartym turnieju w Mladej Boleslav, w 1998 r. podzielił III m. (za Siergiejem Wołkowem i Rusłanem Szczerbakowem, wspólnie z m.in. Jurijem Szulmanem i Andriejem Charłowem) w memoriale Michaiła Czigorina) w Sankt Petersburgu, natomiast w 1999 r. podzielił I m. w Tuli (wspólnie z m.in. Władimirem Burmakinem i Jewgienijem Najerem) oraz był drugi w Niżnym Nowogrodzie (za Siergiejem Djaczkowem). Sukcesy w kolejnych latach:
- dz. I m. w Ałuszcie (2001, wspólnie z Tejmurem Radżabowem i Aleksandrem Riazancewem),
- I m. w Dubaju (2002),
- dz. I m. w Le Touquet {2003, wspólnie z Ivanem Farago, Krumem Georgijewem i Dimitarem Marcholewem),
- I m. w Mulhouse (2004),
- IV m. w finale indywidualnych mistrzostw Ukrainy(inne języki) w Charkowie (2004)[1],
- dz. II m. w Dubaju (2004, za Szachrijarem Mammadjarowem, wspólnie z m.in. Liviu-Dieterem Nisipeanu i Krishnanem Sasikiranem),
- dz. II m. w Miszkolcu (2004, za Zoltanem Vargą, wspólnie z Michaelem Prusikinem),
- dz. II m. w Le Touquet (2004, za Olegiem Korniejewem, wspólnie z m.in. Robinem Swinkelsem i Alexandre Dgebuadze),
- dz. II m. w Hoogeveen (2005, za Wołodymyrem Bakłanem, wspólnie z Eduardasem Rozentalisem, Ianem Rogersem, Friso Nijboerem, Michaiłem Brodskim i Erwinem l'Amim),
- dz. II m. w Cappelle-la-Grande (2006, za Ołeksandrem Moisejenko, wspólnie z m.in. Wugarem Gaszimowem, Siergiejem Azarowem, Jurijem Drozdowskim i Krishnanem Sasikiranem).

Najwyższy ranking w dotychczasowej karierze osiągnął 1 lipca 2013 r., z wynikiem 2588 punktów zajmował wówczas 25. miejsce wśród ukraińskich szachistów.